# ジョーダン・ルーデス
ジョーダン・ルーデス (Jordan Charles Rudess、1956年11月4日 - )は、キーボーディスト、時々ギタリストである。現在はドリーム・シアターのメンバーであり、その卓越したテクニックから"The Wizard of Keyboard"（キーボードの魔術師）と呼ばれている。

## 略歴
小学二年生のとき、学校の先生が教室で彼がいかに上手にピアノを演奏するかということを母親に電話したことから、本格的なレッスンを受け始め、9歳のときにジュリアード予備校（The Juilliard School Pre-college division）に入学し、クラシック音楽の専門知識を学ぶ。その後、ジュリアード音楽院に進学し、クラシックを学びはするが、EL&Pの『タルカス』を聴いてロックやプログレッシブ・ロックに興味を持ち、クラシックやジャズ以外のジャンルへのアプローチを研鑽。1980年にはプログレハードの要素を持ったAORバンド、スピードウェイ・ブルヴァード (Speedway Blvd.)の一員としてメジャーデビューを果たす。
1991年前後はドラマーのトニー・ウィリアムスが率いるバンドに参加し、ヤン・ハマーとライブで共演している（モントリオールでのライブの映像のテレビ放送あり）。
1994年、『キーボードマガジン』誌で、「Best New Talent」部門に投票され、「Overall Best Keyboardist」部門ではキース・エマーソンに続く2位を獲得した。その頃、ディキシー・ドレッグスと、前任のケヴィン・ムーアが脱退したドリーム・シアターという2つのバンドからオファーを受けるが、この時はディキシー・ドレッグスのツアーに同行する。その後、ドリーム・シアターのマイク・ポートノイ、ジョン・ペトルーシのプロジェクトであるリキッド・テンション・エクスペリメントに、外部ミュージシャンとしてトニー・レヴィンとともに参加。
1999年、デレク・シェリニアンの後任を探していたドリーム・シアターから再度のオファーを受け、正式メンバーとして加入。アルバム『メトロポリス・パート2: シーンズ・フロム・ア・メモリー』をリリースする。その後のドリーム・シアターでの活動については「ドリーム・シアター」を参照。
最近では各社の製品のデモンストレーションを務めることも多く、2007年に行われたNAMMショーではローランドのブースにおいてロッド・モーゲンスタインとともにルーデス/モーゲンスタイン・プロジェクトの曲を披露した。その後2月7日、2月10日に日本で開催されたサウンド・スパークと言うイベントでも演奏を披露した。
余談ではあるが、実はギターも弾ける。特に動画サイトYouTubeにおいて彼の弾くギター演奏がアップされているが、テクニカルな演奏がよく目立つ。フルピッキングによる速弾きやタッピングによる倍音を披露したりしている。

## 機材について
ステージ上にキーボード一台のみを置き、それから全ての音色を操るという独特のスタイルを持つ。
90年代はカーツウェルのキーボードをマスターとして使用していたが、2005年のドリーム・シアターのワールドツアーよりコルグのOASYSを、アルバム『ア・ドラマティック・ターン・オブ・イベンツ』のワールドツアーより、コルグ・KRONOSを使用。
また、キーボードではないが、ヘイケン (Haken)参加時にはコンティニューム、ラップ・スティール・ギターも2005年のツアーから導入し、表現の幅を広げている。
ラック音源は以前は、カーツウェルのK2500R、コルグのTRITON-Rack,KARMA等を多数使用していたが、OASYSを導入したのにあわせてMuse Research社のReceptor XTとContinuumのためのV-Synth XTの2つのみに簡素化した。
キーボードスタンドも独特で、キーボードを乗せる部分が360度完全に回転できるようになっており、これはライブDVD『ライヴ・アット・武道館』でのコメントによればパトリック・スレーツ（Patrick Slaats）というオランダの職人による特注品。どの角度でも音色切り替えなどを行えるように同じ機能を持つペダルが複数設置されていたが、2014年現在はキーボードに連動して足元のペダルも回るようになった。
足元のペダルはサスティンペダル、ボリュームペダル、フットスイッチ①(音色切替用)、フットスイッチ②(MusicPadの譜面めくり用)の計4つ。左足はフットスイッチ①のみ、右足でサスティンペダル、ボリュームペダル、フットスイッチ②を操作。

## 代表的なサウンド
- シンセリード

Saw波形にギターアンプシミュレーターを通した、彼のシグニチャーサウンドとも呼べる音色。
Korg KRONOS使用時の音色構成は、コンビモードでメインとなるSaw波形×1、フィードバック用のSquare波形①(オクターブ上)×3、同Square波形②(オクターブ+2音半上)×3で、Square①と②はそれぞれ～D#3、E3～G4、G#4～の3音域に分割してアサインする。
Saw、Square①、Square②にそれぞれインサートエフェクトのリミッターを通し、SawはピッチベンダーのY軸±でボリュームゼロ、Square①はY軸＋時のみ発音、Square②はY軸－時のみ発音に設定し、この組み合わせでクロスフェードによる2種類のフィードバックサウンドを実現している。  
ピッチベンダーの範囲はX軸＋が2、X軸－が12。また、リボンコントローラーにはリングモジュレーターを設定している。
- Snarling Pigg

ギターとのユニゾンリフなどで多用される、Saw波形をベースにトーキングモジュレーターとフランジャーを通した音色。
「Panic Attack」や「The Enemy Inside」のイントロなどで 聴くことができる。
- オルガン

ベーシックなパーカッシヴオルガンにロータリースピーカー、ベースアンプシミュレーター、コンプレッサー等を通した音色。主にギターのリフを弾く際に使用。
- ピアノ

スタジオ作品ではSynthogy Ivory2を使用。ライブではKorg KRONOSのプリセット"IB-009 OASYS Piano"をメインに使用。尚、KRONOSには彼が提供した"J.Rudess Japanese Grand"という音色があるが、ライブでは使用していない。
ツアーにおいての機材
- Metropolis 2000 tour
  - カーツウェルK2600X

- Six Degrees Of Inner Tourbulence
  - カーツウェルK2600X、K2600R
  - コルグKARMA（MIDI経由でコントロール）

　その他、停電に備えた予備電源など。
- Train Of Thought tour（Live At Budokan）
  - カーツウェルK2600X、K2600R
  - コルグTRITON-Rack、KARMA（MIDI経由でコントロール）
  - FreeHand Systems  MusicPad Pro（楽譜を表示させるのに使用。楽器ではない）

　その他、停電に備えた予備電源や、ミキサーなど。
- Octavarium world tour
  - コルグOASYS
  - Haken Audio  Continuum Fingerboard
  - Muse Research Receptor XT
  - ローランド V-Synth XT
  - Synthesizers.com Modular
  - FreeHand Systems  MusicPad Pro

日本公演でのセッティングについては、を参照。
- Chaos in Motion tour

Octavarium tour時の機材に加えて、コルグRadiasと、Manikin Electronic Memotronを追加している。またキーボード・ソロのときにはZen Rifferというショルダーキーボードを使っている模様。武道館公演でのセッティングについては、を参照、機材の増加がわかる。
- Black Clouds & Silver Linings Tour
  - コルグOASYS
  - Haken Audio  Continuum Fingerboard
  - ローランド V-Synth XT
  - FreeHand Systems  MusicPad Pro
  - IPod touch, IPad

「A Rite of Passage」「Hollow Years」等の曲において、iPod touch上でBebot Robot Synthを使用してソロを演奏していた。
ツアー途中よりIPad上でMorphwiz等のアプリを利用する形に変更。
- A Dramatic Turn of Events Tour
  - Korg KRONOS
  - Haken Audio  Continuum Fingerboard
  - Roland V-Synth XT
  - FreeHand Systems  MusicPad Pro
  - IPad

「A Rite of Passage」「Hollow Years」等の曲において、iPod touch上でBebot Robot Synthを使用してソロを演奏していた。
ツアー途中よりIPad上でMorphwiz等のアプリを利用する形に変更。
キーボードスタンドに油圧シリンダーが内蔵され水平方向に回転するだけでなく、観客側に傾けることもできるようになった。
詳細は『Keyboard Magazine』のWebサイトで公開されている、本人解説のビデオ参照。
- Dream Theater Tour (2014)
  - Korg KRONOS
  - Haken Audio  Continuum Fingerboard
  - ROLI  Seaboard
  - Roland V-Synth XT×2
  - FreeHand Systems  MusicPad Pro
  - iPad

iPadのアプリは、MorphWiz(On the Backs Of Angels)、Geo Synthesizer(The Shattered Fortress)、その他SampleWizも使用。
- その他のライブ

時折上記の機材以外をメインに使用することがあり、アルバム『リズム・オヴ・タイム』のレコーディングではコルグTRITON Extremeをメインで使用した。サウンドスパークでのデモではローランドFantom Xをメインとして使用し、
2008年夏のリキッド・テンション・エクスペリメント再結成ツアーでは後継機Fantom Gをメインとして使用した。
その他、レコーディング時の機材は本人のホームページのGearの項目で確認できる。

## 教則DVD
- Keyboard Madness - Mastering Live Performance DVD

ドリーム・シアターやリキッド・テンション・エクスペリメント等のフレーズを用いて、キーボードのレイヤーやスプリットなどを解説したり、独自の練習方法を紹介するDVD。
- Keyboard Wizardry DVD

キーボードの演奏テクニックについての教則DVD。内容はシンセリードのスケールやベンディング方法、ピアノとベースのコンビネーションや、鍵盤ごとにいろんな音色を配置して行うパフォーマンスなど。

## デモ
ジョーダン・ルーデスはコルグを始め、様々な製品のデモやチュートリアルビデオを製作している。
コルグ/Triton Extreme
デモソングとして「Extreme RA」を作曲した。この曲はソロ・アルバム『リズム・オヴ・タイム』の7曲目の「RA」のアレンジ版である。
コルグ/OASYS
Winter NAMM 2005にてOASYSを演奏した模様がVideoのページで公開されている。
- http://www.korg.com/gear/prod_info.asp?A_PROD_NO=OASYS

Synthesizers.com/Modular
モジュラー型の古典的なシンセサイザー。一応デモソングとして、「Octavarium」のソロのパートが公開されている。
- http://www.synthesizers.com/artists/jordan_rudess/

Muse Research/Receptor XT
コンピュータを使わず、ハードウェア的にVSTを利用することが可能なラック。チュートリアルビデオを作成した。
- http://www.museresearch.com/receptor_videos.php

MOTU/Symphonic Instrument
オーケストラに特化されたVST。デモムービーを作成した。
- http://www.motu.com/products/software/msi/videos.html/

ローランド/V-Synth XT
パッチを作成した。
- http://www.roland.co.jp/synth/q_V-Synth.html

Synthogy/Ivory
何十GBもの容量を生かしたピアノ音源として用いるVSTでデモソングの「Ivory Moments」を作曲した。
- http://www.minet.jp/synthogy/ivory/demo.html

コルグ/M3
2007年3月発売のコルグのワークステーションシンセサイザー。「The Path of Truth」というデモソングを作成している。
- http://www.korg.co.jp/Product/Synthesizer/M3/

## ディスコグラフィ

### ソロ・アルバム
- Arrival (1988年)
- 『リッスン』 - Listen (1993年)
- Secrets of the Muse (1997年)
- Resonance (1999年)
- 『フィーディング・ザ・ホイール』 - Feeding the Wheel (2001年)
- 『フォー・ニュー・ヨーク・シティー』 - 4NYC (2002年)
- Christmas Sky (2002年)
- 『リズム・オヴ・タイム』 - Rhythm of Time (2004年)
- Prime Cuts (2006年) ※コンピレーション
- 『ザ・ロード・ホーム』 - The Road Home (2007年) ※カバー・アルバム
- Notes on a Dream (2009年)
- All That Is Now (2013年)
- Explorations (2014年)
- The Unforgotten Path (2015年)
- Wired for Madness (2019年)

### ドリーム・シアター
詳しくは「ドリーム・シアターの作品」を参照

### リキッド・テンション・エクスペリメント
詳しくは「リキッド・テンション・エクスペリメント#ディスコグラフィ」を参照

### プロジェクト・アルバム
- ルーデス/モーゲンスタイン・プロジェクト : Rudess/Morgenstein Project (1997年)
- ジョン・ペトルーシ&ジョーダン・ルーデス - An Evening with John Petrucci and Jordan Rudess (2000年)
- ルーデス/モーゲンスタイン・プロジェクト :『ジ・オフィシャル・ブートレッグ』 - The Official Bootleg (2001年)
- トニー・レヴィン、マルコ・ミンネマン、ジョーダン・ルーデス :『LMR』 - Levin Minnemann Rudess (2013年)
- トニー・レヴィン、マルコ・ミンネマン、ジョーダン・ルーデス :『フロム・ザ・ロウ・オフィセス』 - From The Law Offices Of (2016年)
- ジョーダン・ルーデス&スティーヴ・ホアリック :『インターソニック』 - Intersonic (2017年)

### 主なセッション参加作品
- ヴィニー・ムーア : 『タイム・オデッセイ』 - Time Odyssey (1988年)
- アニー・ハズラム : 『ブレッシング・イン・ディスガイズ』 - Blessing in Disguise (1994年)
- ポール・ウィンター&ジ・アース・バンド : Journey with the Sun (2000年)
- プリファブ・スプラウト : 『ガンマン・アンド・アザー・ストーリーズ』 - The Gunman and Other Stories (2001年)
- デヴィッド・ボウイ : 『ヒーザン』 - Heathen (2002年)
- ニール・モーズ : 『? (クエスチョン)』 - ? (2005年)
- ポール・ウィンター・コンソート : Silver Solstice (2005年)
- ニール・ザザ : When Gravity Fails (2006年)
- スティーヴン・ウィルソン : 『インサージェンツ』 - Insurgentes (2008年)
- ポール・ウィンター・コンソート : Miho: Journey to the Mountain (2010年)
- スティーヴン・ウィルソン : 『グレイス・フォー・ドロウニング』 - Grace for Drowning (2011年)
- エイリオン : The Theory of Everything (2013年)
- ザ・シー・ウィズイン : 『ザ・シー・ウィズイン』 - The Sea Within (2018年)
- ヴィニー・ムーア : 『ソウル・シフター』 - Soul Shifter (2019年)
- ニック・ディヴァージリオ : Invisible (2020年)